# Громадська думка
«Грома́дська ду́мка» (с укр. — «Общественное мнение») — первая ежедневная украинская общественно-политическая и культурно-просветительская газета, предшественница «Рады».  Выходила в Киеве с 31 декабря 1905 г.  до 18 августа 1906 г. Административно закрыта властями после жандармского обыска. 
Издателями были Евгений Чикаленко, Василий Симиренко и Владимир Леонтович.  Редакторы: Владимир Леонтович, Фёдор Матушевский, Борис Гринченко. В редакции газеты работали Сергей Ефремов, Мария Гринченко, В. Козловский, М. Левицкий, М. Виноградов и др. 
Вышло 190 номеров газеты. Непосредственным продолжением (после закрытия «Общественного мнения») стала газета «Рада».